# ألان أنتوني كوستلي
ألان أنتوني كوستلي (بالإسبانية: Allan Anthony Costly)‏ هو لاعب كرة قدم ومدرب كرة قدم هندوراسي في مركز الدفاع، ولد في 13 ديسمبر 1954 في Tela ‏ في هندوراس. شارك مع منتخب هندوراس لكرة القدم. أما مع النوادي، فقد لعب مع ريال إسبانيا ونادي ديبورتيفو أوليمبيا ونادي مالقا.

## وصلات خارجية
- ألان أنتوني كوستلي على موقع الاتحاد الدولي (مؤرشف)  (الإنجليزية)
- ألان أنتوني كوستلي على موقع قاعدة بيانات كرة القدم.إي يو (الإنجليزية)
- ألان أنتوني كوستلي على موقع ناشيونال فوتبول تيمز (الإنجليزية)
- ألان أنتوني كوستلي على موقع Soccerway.com (الإنجليزية)
- ألان أنتوني كوستلي على موقع عالم كرة القدم.نت (الإنجليزية)